# Lierne nationalpark
64°18′N 13°54′Ø / 64.300°N 13.900°Ø
Lierne nationalpark ligger i Lierne kommune i Trøndelag fylke i Norge. Parken blev oprettet i 2004, og dækker et område på 333 kvadratkilometer.